# مامان (فیلم)
مامی (به انگلیسی: Mommy) نام یک فیلم سینمایی به کارگردانی خاویر دولان محصول کشور کانادا در سال ۲۰۱۴ میلادی است.
خاویر دولان توانست در جشنواره فیلم کن ۲۰۱۴ با این فیلم جایزه هیئت داوران را بدست بیاورد.

## خلاصه داستان
ماجرای فیلم در سال ۲۰۱۵ و در کانادا اتفاق می‌افتد، جایی که قوانین تغییر یافته‌اند تا والدین بتوانند بچه‌های ناسازگار خود را به آسانی به نهادهای تربیتی بسپارند و اِستیو (آنتوآن-اولیویه پیلان) یکی از این بچه‌های ناسازگار است. مشکل اِستیو، مانند جیمی اُلیور جوان در آمفتامین‌ها، اختلال کم‌توجهی - بیش‌فعالی (ADHD) تشخیص داده شده اِستیو نوجوانی ناهنجار و بی‌ادب، آزاردهنده، خودمخرب، مضحک و بعضاً خطرناک است...

## بازیگران
- آن دروال
- آنتوان اولیویه پیلون
- سوزان کلمنت
- الکساندر گویت
- پاتریک هوارد
- استیون چورین

## جوایز فیلم کن
| جایزه                | بخش               | نامزد       | نتیجه    |
| -------------------- | ----------------- | ----------- | -------- |
| جشنواره فیلم کن ۲۰۱۴ | جایزه هیئت داوران | خاویر دولان | برنده    |
| جشنواره فیلم کن ۲۰۱۴ | نخل طلا           | خاویر دولان | نامزدشده |